# Ercole Carletti
Ercole Carletti (Udine, 1877 – Udine, 1946) è stato un poeta, drammaturgo e linguista italiano, autore di poesie e testi teatrali in lingua friulana.

## Biografia
Dopo essersi diplomato in ragioneria, fu assunto come impiegato presso il comune di Udine. Presente alla riunione costitutiva della Società filologica friulana, che si svolse a Gorizia il 23 novembre 1919, ne divenne presidente negli anni 1923-24. 
Organizzatore dei primi complessi corali nel Friuli, con il compositore Arturo Zardini, nel 1925 pubblicò la raccolta I canti friulani, di cui curò  i testi. 
Oltre a poesie e opere teatrali, insieme con il glottologo Giovanni Battista Corgnali, pubblicò Il nuovo Pirona: vocabolario friulano, uscito in novantadue dispense negli anni 1928-35, revisione e ampliamento del materiale lasciato in forma manoscritta da Giulio Andrea Pirona; testo più volte ristampato sino ad anni recenti dalla Società filologica friulana.
Nel 1978 la poetessa Novella Cantarutti ha curato un'antologia di testi poetici e teatrali del Carletti, corredata da una biografia e note critiche.
I comuni di Udine e Remanzacco (provincia di Udine) hanno dedicato al suo nome una via cittadina.

## Opere

### Poesia
- Poesie friulane, con prefazione di Bindo Chiurlo, Udine, Stab. Tip. Friulano, 1920.

Pubblicazioni postume
- Poesie friulane, Udine, Società filologica friulana, 1947.
- Lis vôs dai miei dîs piardûz. Poesie e teatro, scelta a cura di Novella Cantarutti, Udine, Società filologica friulana, 1978.

### Teatro
- Mariute, tre atti, Udine, Libreria Carducci, 1922.
- Il zoc, dramma in un atto, Udine, Società filologica friulana, 1931.
- L'amor vieri, un atto, Udine, Società filologica friulana, 1932.
- Ottocentesca, commedia in un atto, [S.l.], [s.n.], 1937?

### Altro
- Arturo Zardini, Canti friulani, parole di Ercole Carletti, pubblicazione fatta sotto gli auspici della Società filologica friulana , Udine, C. Montico, 1925.
- Il nuovo Pirona: vocabolario friulano, coautori Giulio Andrea Pirona e Giovanni Battista Corgnali, Udine, Tip. Ed. A. Bosetti, 1928-35.